# Ruth Negga
Ruth Negga (født 7. januar 1982) er en irsk/etiopisk teater- tv- og filmskuespiller. Negga har optrådt i film, herunder World War Z (2013) og Loving (2016) og i tv-serier som The Misfits (2010) og Agents of S.H.I.E.L.D. (2013-2015). For sin præstation i Loving blev hun nomineret for en Golden Globe bedste kvindelige hovedrolle - Drama og en Oscar for bedste kvindelige hovedrolle i 2017.
Hendes mor er irsk og hendes far var etiopisk og boede i Etiopien indtil Negga var fire år, derefter flyttede familien til Limerick og senere til London. Faderen døde i en bilulykke, da Ruth Negga var syv år. Hun er i et forhold med skuespiller Dominic Cooper.

## Filmografi (udvalg)
- 2008 – Criminal Justice (TV-serie)
- 2009 – Personal Affairs (TV-serie)
- 2010 – The Misfits (TV-serie)
- 2010–2011 – Love/Hate (TV-serie)
- 2012 – The Samaritan
- 2013 – Word War Z
- 2013 – Jimi: All Is by My Side
- 2013–2015 – Agents of S.H.I.E.L.D. (TV-serie)
- 2016 – Loving
- 2016 – Warcraft: The Beginning
- 2016–2017 – Preacher (TV-serie)
- 2019 – Ad Astra